# Cyklistický kurýr

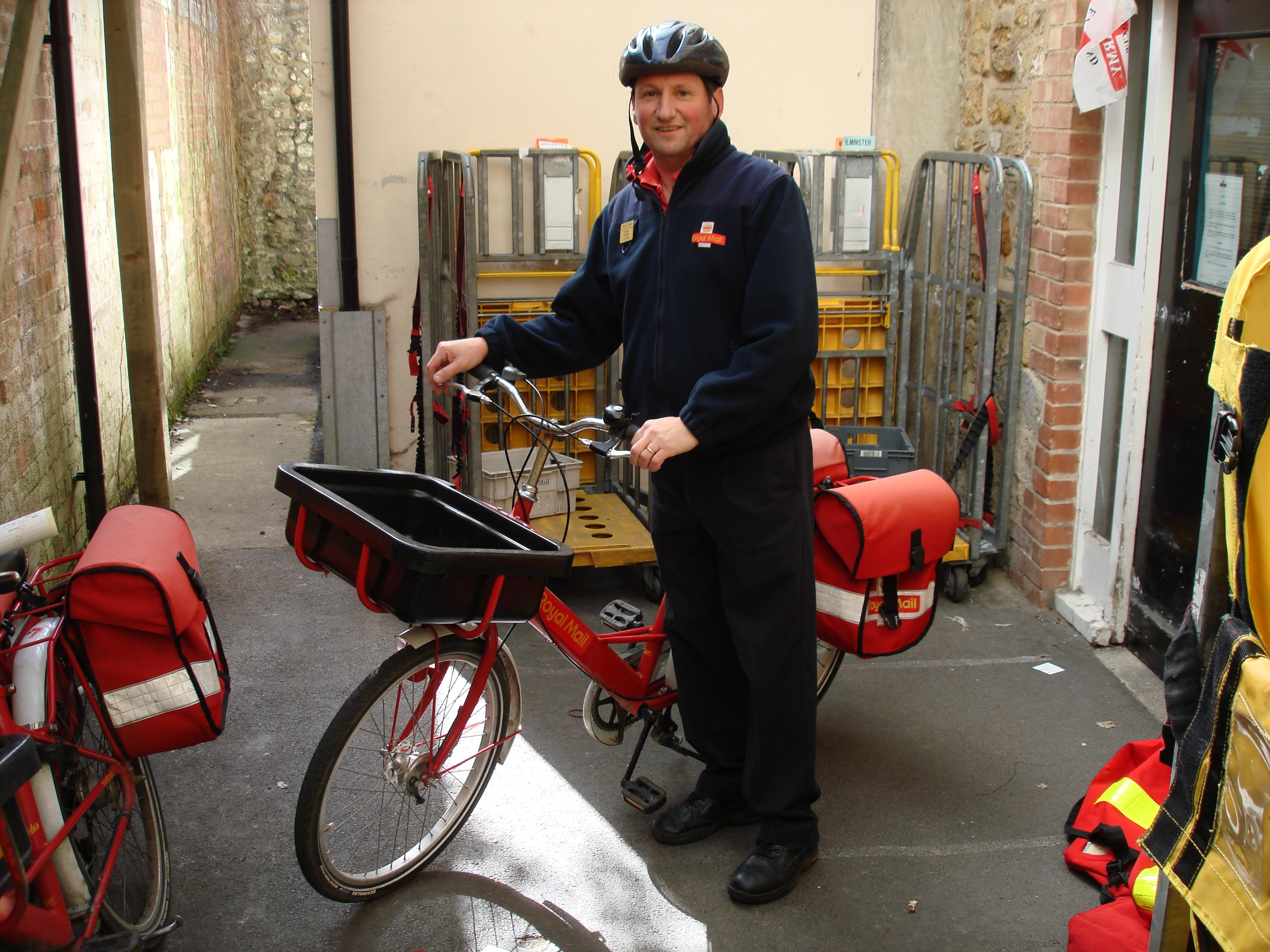
Cyklistický kurýr Britské pošty

Cyklistický kurýr je člověk jedoucí na jízdním kole, který provozuje kurýrní službu či rozvoz jídla. Jedná se o rychlý způsob přepravy zboží či jídla, většinou v rámci jednoho města. Kurýři na kolech jsou často využíváni pro svoji rychlost, levnou cenu a také ekologičnost tohoto způsobu dopravy. Velkou popularitu získali také s rozšířením aplikací na rozvoz jídla z restaurací. Tito kurýři ujedou i přes 100 kilometrů denně.
Převážené zboží je umístěné buď v batohu, nebo na nákladním kole. Ta mají možnost nahradit více než polovinu jízd automobilem. V Česku doručuje zboží na kole mnoho velkých firem, mezi které patří například Česká pošta, Zásilkovna, Rohlík.cz, DPD, Messenger, či Foodora. Velká část z nich využívá elektrokola. Jedno nákladní kolo uveze až 600 kilogramů nákladu.

## Využití v armádě
V minulosti, primárně v období před druhou světovou válkou, měli cyklističtí kurýři velké využití v armádě. Po boku poštovních holubů se jednalo o častý způsob dopravy pro rychlý přenos zpráv, pošty a rozkazů. Primárně pro svoji jednoduchou manipulaci, tichost a technologickou nenáročnost. Kola byla tišší než motocykly, které se také používaly, a výrazně jednodušší na opravu a údržbu.

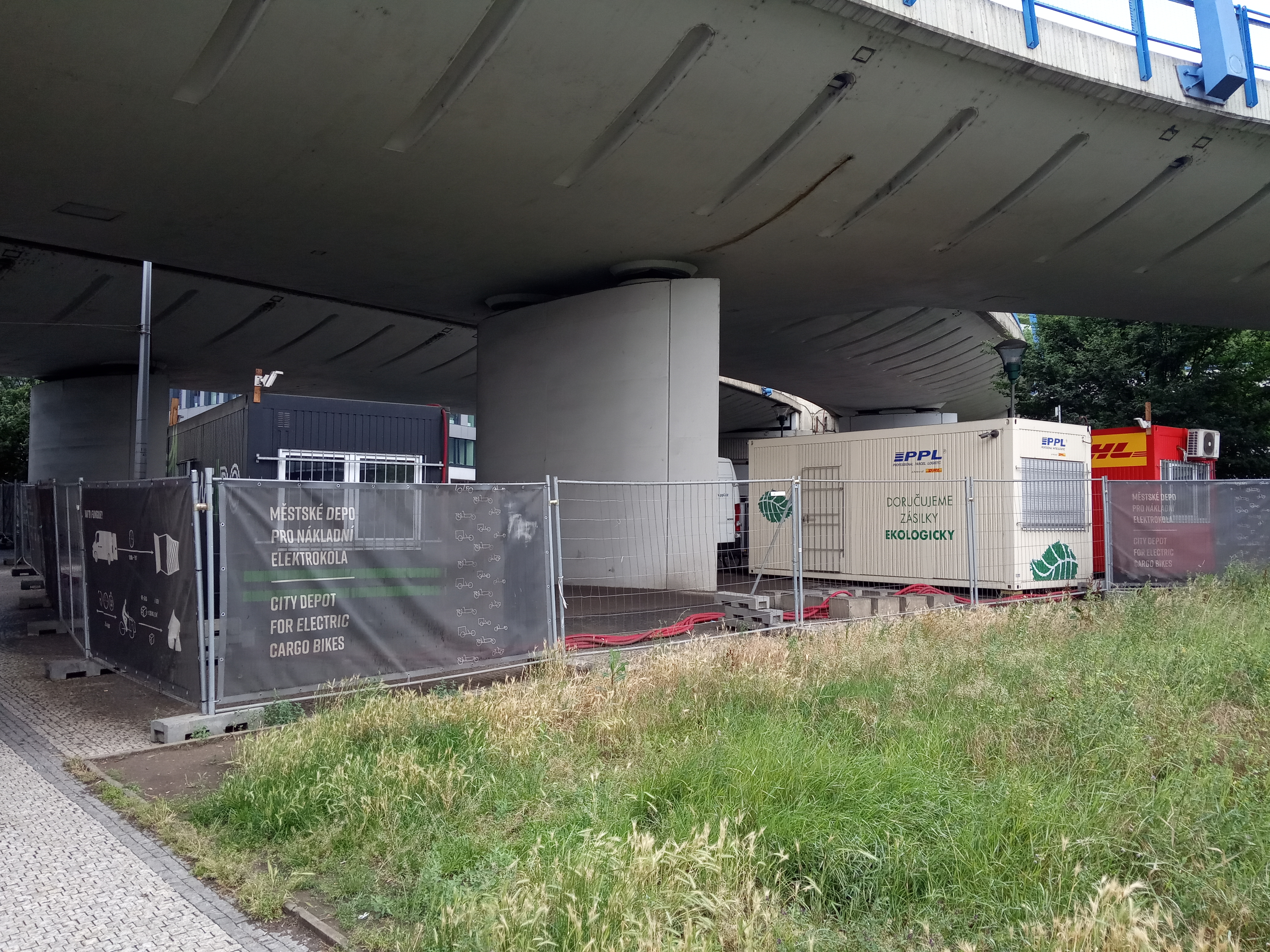
Cyklodepo na pražském Smíchově

## Cyklodepa
Pro rozvoz věcí na jízdních kolech se ve světě využívají cyklodepa. Jedná se většinou o sklad se zázemím, do kterého může mít přístup i více rozvozových firem. V Česku jsou v roce 2025 dvě, obě se nacházejí v Praze. Další dvě jsou ve výstavbě, jedno v Praze a jedno v Brně.

## Mistrovství světa cyklistických kurýrů
Od roku 1993 se každoročně pořádá Mistrovství světa cyklistických kurýrů (anglicky Cycle Messenger World Championships), kterého se mohou účastnit jak kurýři, tak zájemci z řad veřejnosti. Testují se zde dovednosti, které jdou potřeba pro práci cyklistického kurýra. Každý ročník se pořádá v jiném městě, a tudíž se liší i trasa a počet zastávek. Test dovedností zahrnuje to, co je potřeba pro práci kurýra.
Koná se také několik dalších disciplín, jako je například závod nákladních kol či balancování.

## Galerie

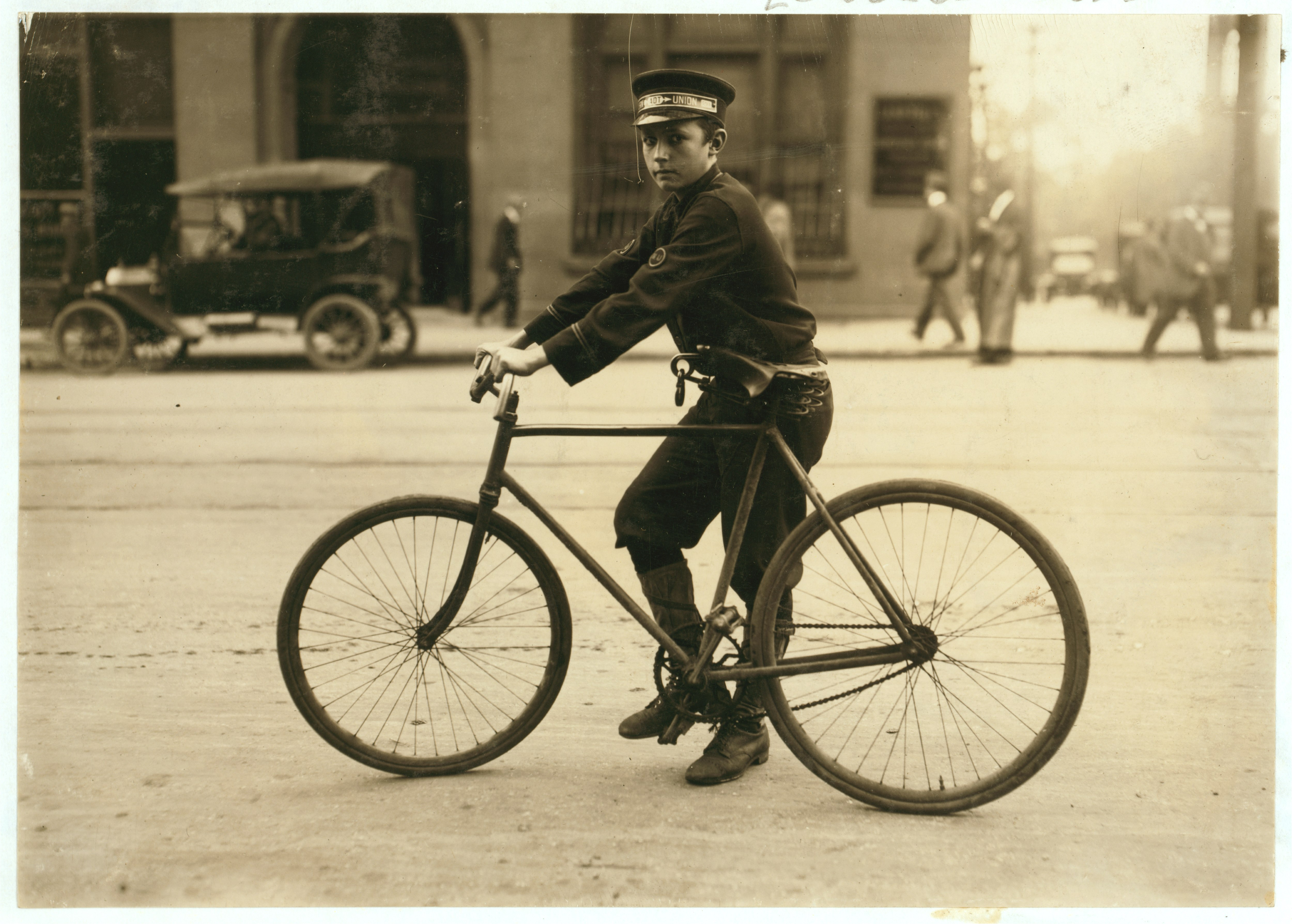
Historická fotografie kurýra z Birminghamu
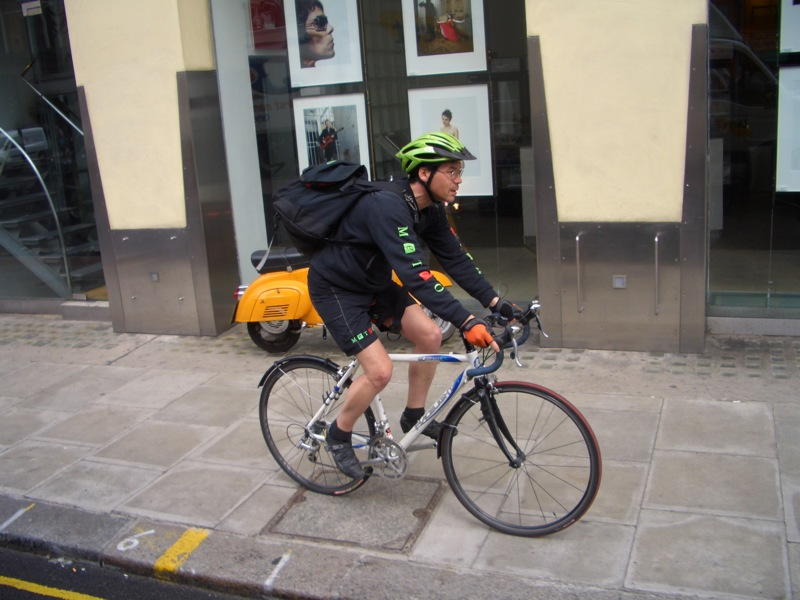
Kurýr s batohem na zádech v Londýně
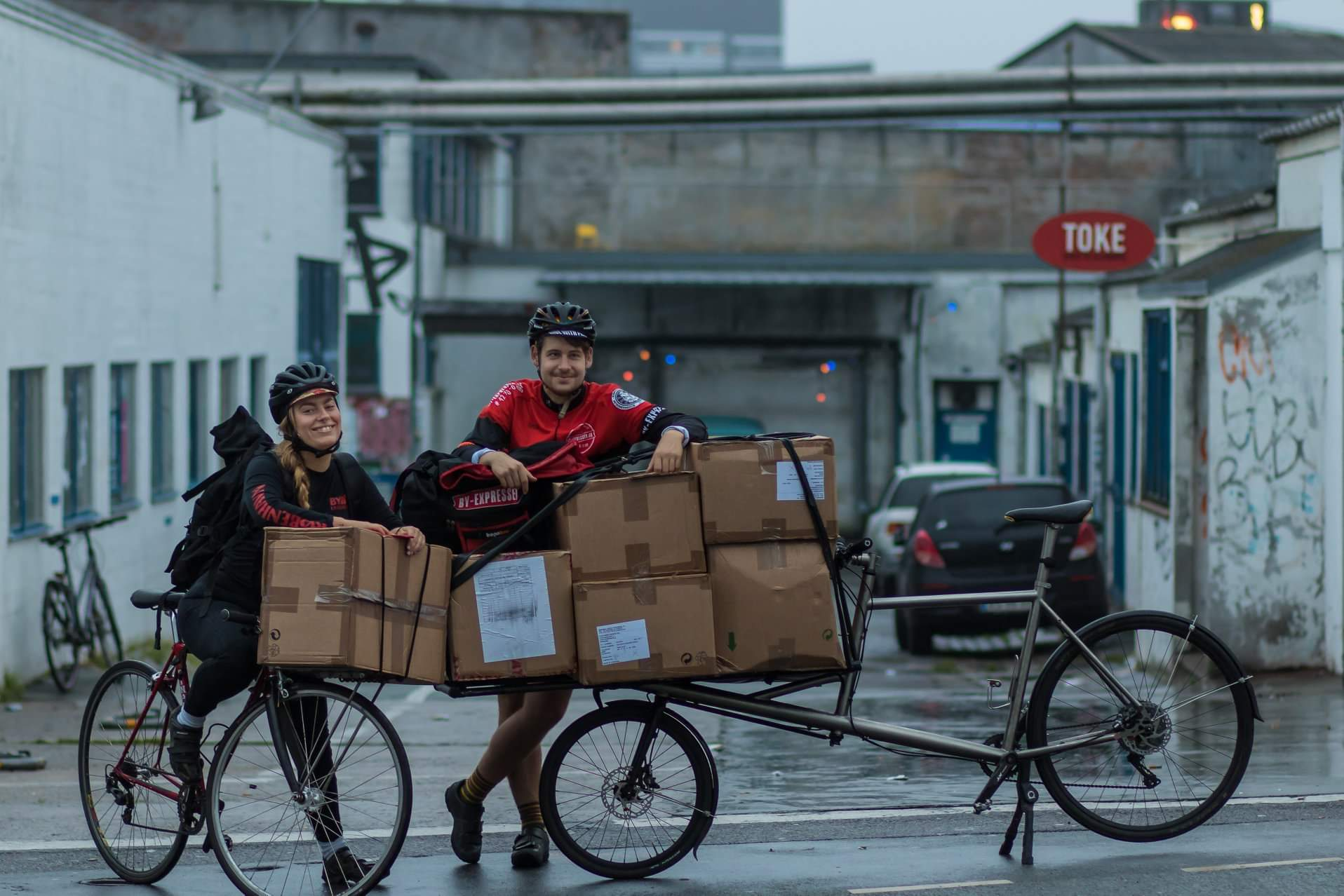
Kurýři s velkým množstvím krabic
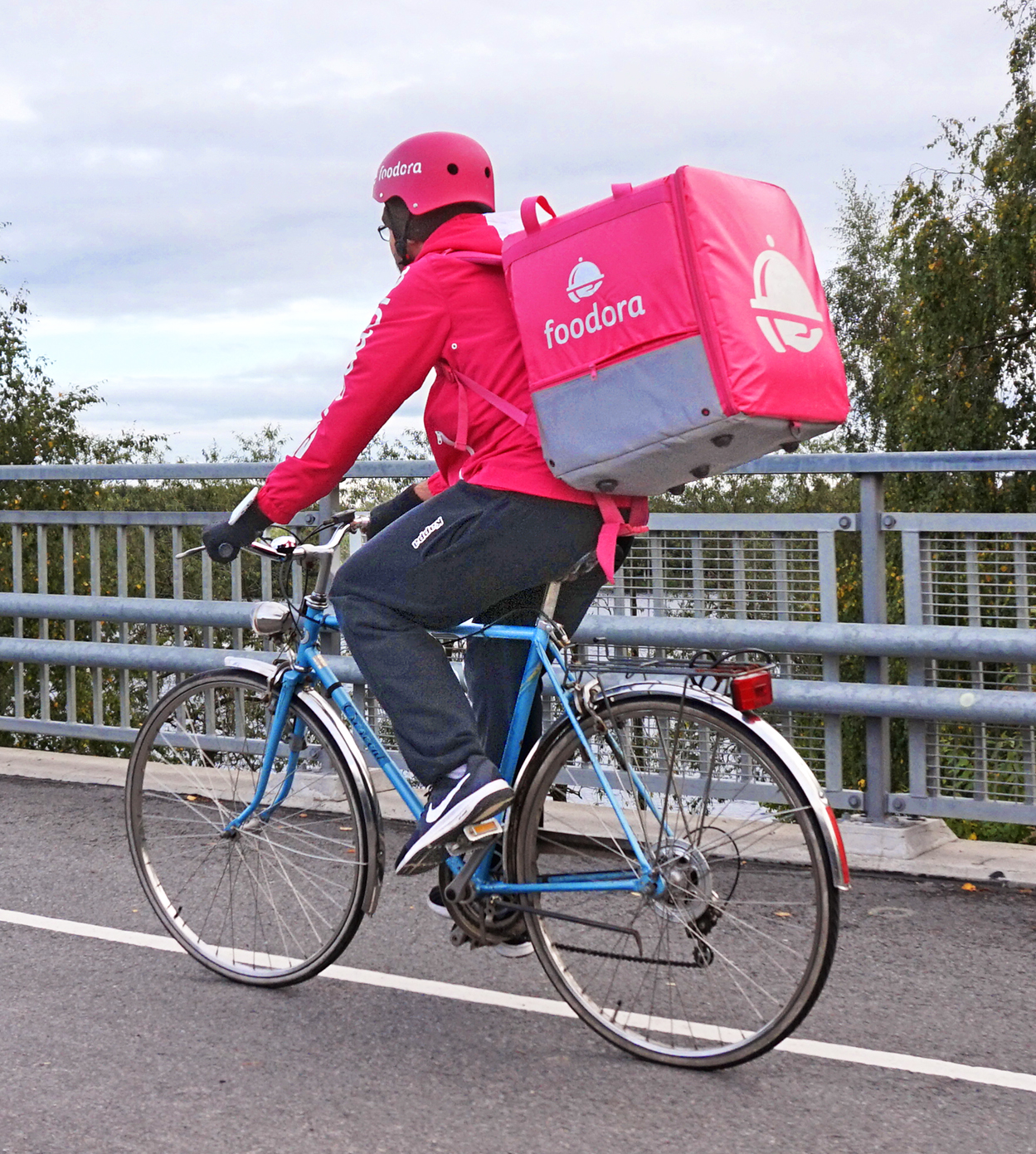
Rozvoz jídla
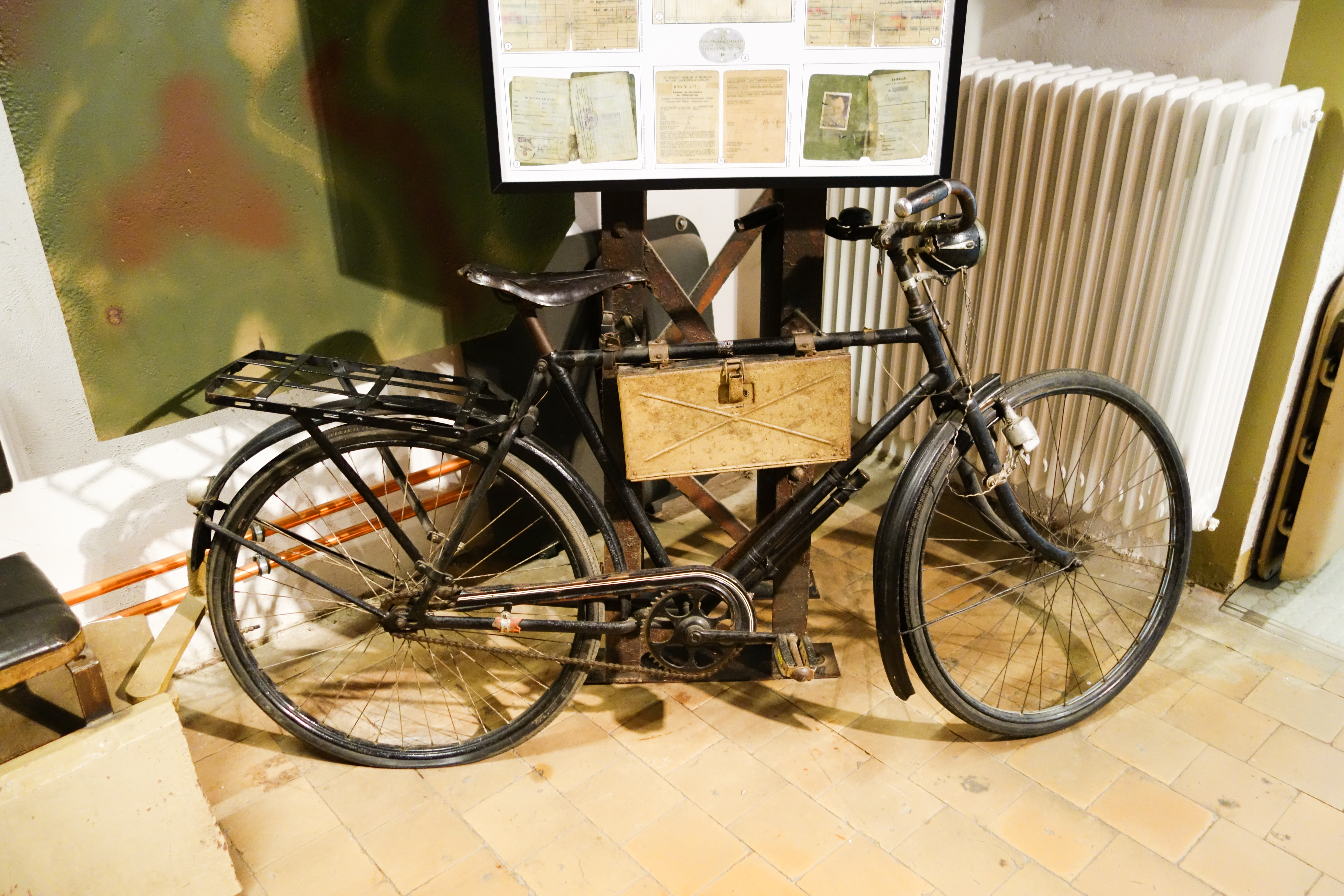
Armádní kolo využívané pro dopravu zpráv